# Расс, Франсуа
Франсуа Адольф Жан Жюль Расс (фр. François Adolphe Jean Jules Rasse; 27 января 1873, Хелкейн, Западная Фландрия — 4 января 1955, Иксель) — бельгийский дирижёр, композитор и музыкальный педагог.
С 1880 г. вместе с семьёй жил в Брюсселе. Лишь в возрасте 20 лет поступил в Брюссельскую консерваторию, которую окончил по классу композиции Франсуа Огюста Геварта и Густава Юберти (1895) и по классу скрипки Эжена Изаи (1896). В это же время начал преподавательскую работу, по рекомендации своего учителя Изаи занимаясь композицией с юным Эрнестом Блохом. В 1899 году был удостоен Римской премии за кантату «Свадебные колокола» (фр. Cloches nuptiales).
В 1902—1907 гг. дирижёр брюссельского оперного театра Ла Монне, затем в 1907 г. работал с Оркестром Капитолия Тулузы, в 1908 г. с оркестром Консертгебау и затем до 1910 года с Севернонидерландской оперой в Гронингене. Далее вновь работал в театре Ла Монне, в 1919—1920 гг. вновь провёл серию концертов с оркестром Консертгебау. С 1920 г. профессор гармонии в Брюссельской консерватории, одновременно возглавлял музыкальную школу в пригороде Брюсселя Сен-Жосс-тен-Ноде. В 1925—1938 гг. директор Льежской консерватории. Одновременно дирижировал зимними концертами в Генте (1921—1928) и летними концертами курортного оркестра в Остенде (1922—1932). В 1938 году вышел в отставку и вернулся в Брюссель.
Автор опер «Деидамия» (фр. Déidamia; 1906, на античный сюжет) и «Сестра Беатриса» (1938, по Морису Метерлинку), балета «Учитель танцев» (фр. Le maître à danser; 1908), трёх симфоний — «Романтической» (1901), «Мелодической» (1903) и «Ритмической» (1908), симфонических поэм «Печаль» (фр. Douleur; 1911), «Радость» (фр. Joie; 1925) и «Вдохновение» (фр. Aspiration; 1946), скрипичного концерта (1906, трижды записан бельгийскими исполнителями), пьес для кларнета и виолончели с оркестром, трёх фортепианных трио (1897, 1911, 1951), двух струнных квартетов (1906, 1950), фортепианного квинтета (1914), фортепианного квартета (1941), хоровых и вокальных пьес.